# Willa Leopolda Kindermanna
Willa Leopolda Kindermana – willa znajdująca się przy ul. Wólczańskiej 31/33 w Łodzi i należąca pierwotnie do Leopolda Kindermana. Jeden z najlepszych przykładów architektury secesyjnej w Polsce i Europie. Jednolita stylowo zewnętrznie i we wnętrzach (stiuki, witraże).
W budynku mieści się Galeria Willa będąca częścią Miejskiej Galerii Sztuki w Łodzi.

## Historia
Zaprojektowana została około 1901 roku przez jednego w wybitnych łódzkich architektów, głównego propagatora na gruncie łódzkim secesji – Gustawa Landau-Gutentegera. Powstała w latach 1902–1903, na parceli otrzymanej w posagu żony – Laury Elizy, z d. Feder. Z powodu sytuacji politycznej (m.in. wybuch rewolucji w 1905 r.) małżeństwo zamieszkało w willi dopiero w 1908 roku. Po śmierci L. Kindermanna przeszła na własność Emila Eiserta (stąd nieraz nazywana „willą Eiserta”), po ponownym ożenku wdowy po Leopoldzie Kindermanie z nim. Po jego śmierci (24 września 1939) ponowna wdowa mieszkała w niej do końca okupacji niemieckiej w Łodzi podczas II wojny światowej (19 stycznia 1945), kiedy to w obliczu zbliżającej się do miasta Armii Czerwonej wyjechała do Niemiec.
Po drugiej wojnie światowej w budynku mieściło się przedszkole. Od 1975 w willi mieści się oddział Miejskiej Galerii Sztuki (Galeria Willa). Istnieje idea, szczególnie promowana przez łódzkich przewodników turystycznych, żeby umieścić w niej, w miejsce galerii sztuk pięknych, muzeum łódzkiej secesji. W latach 2010–2013 budynek przeszedł gruntowny remont renowacyjny.

## Opis architektoniczno-artystyczny
Elewacja budynku jest bogato zdobiona elementami roślinnymi. Do willi prowadzi wejście z portykiem wspartym na rzeźbach dwóch jabłoni. Stąd jej inna nazwa – „willa pod jabłoniami”.
Parter składa się z gabinetu i dwóch sal wystawowych, których wnętrza zdobione są w stylu secesyji dekoracją stiukową w formie liści kasztanowca, kwiatów róży, jabłoni, maków oraz kącika muzycznego z mniejszymi wielobarwnymi witrażami.
Zachowały się też oryginalne witraże: w oknie klatki schodowej, przedstawiający bosonogą kobietę w zielonej tunice i z kwiatami we włosach, jako wyobrażenie bogini poranków – Jutrzenki, o czym świadczy świecąca nad jej głową gwiazda zaranna oraz w parterowym salonie witraż z artystycznie przetworzonym widokiem na jezioro i zamek k. Montreux w Szwajcarii.
Okna wilii, zgodnie z założeniami architektury secesyjnej, mają różne kształty, nie ma dwóch identycznych, niektóre osłonięte są ozdobnymi kratami o falistych łukach. Szczegónie bogate jest obramowanie jednego z okien na parterze przedstawiające dwa drzewa o bujnych koronach i splątanych korzeniach, w których ukrywa się lis.
Od strony ogrodu „kuchenna” klatka schodowa w kształcie okrągłej wieżyczki. W jednym z naroży rzeźba krasnala-atlanta.

## Willa na liście Iconic Houses
W 2015 roku budynek trafił na światową listę Iconic Houses. Lista obejmuje najlepsze obiekty współczesnej architektury spełniające określone kryteria: znany architekt, który miał wpływ na architekturę XX wieku, remont, który nie ingeruje w architekturę budynku i przeznaczenie obiektu na cele publiczne.